# Mats Ek
Mats Ek (Malmö, 18 aprile 1945) è un ballerino e coreografo svedese.
Mats Ek, coreografo di fama mondiale, proviene da una famiglia di artisti di altissimo livello. È figlio di Anders Ek (grande attore, tra i preferiti di Ingmar Bergman) e di Birgit Cullberg (danzatrice, coreografa, fondatrice del Cullberg Ballet). Mats ha un fratello maggiore Niklas Ek, ballerino in prestigiose compagnie (Cullberg Ballett, Merce Cunningham Dance Company, Ballet du XXe siècle) e una sorella gemella, Malin Ek, attrice.
A 17 anni, Mats seguì il corso estivo di danza di Donya Feuer dalla quale apprese la tecnica Graham. Dopo studiò teatro al Marieborg Folks College e fu direttore e regista teatrale al Marionett Theater e al Royal Dramatic Theatre di Stoccolma dal 1966 al 1973. Quindi Mats decise di dedicarsi alla danza entrando nel Cullberg Ballet e qui lavorò con grandi coreografi (Kurt Jooss, Maurice Béjart, Jiří Kylián).
Nel 1976 firmò la sua prima coreografia "The Officer's Servant" per il Cullberg Ballet. Nel 1978, diventò direttore artistico del Cullberg Ballet, ruolo che mantenne fino al 1993. Nella stagione 1980-1981, egli fu ballerino e coreografo nel Nederlands Dans Theater.
È come coreografo che Mats Ek si è imposto nel panorama internazionale della danza e la sua creatività geniale è oggi riconosciuta in tutto il mondo. La sua produzione di balletti include più di 20 opere per il Cullberg Ballet, tra cui le  sensazionali riscritture dei grandi classici come Giselle (1982), Il Lago dei Cigni (1987) e Carmen (1992). Dopo aver lasciato il Cullberg Ballet, Mats Ek divenne coreografo delle più importanti compagnie di danza nel mondo. Ha creato La Bella Addormentata per il Hamburg Ballet (1996), A Sort Of per il Nederlands Dans Theater (1997), e Apartment per il Balletto dell'Opéra di Parigi (2000). Molti balletti di Mats Ek sono stati adattati per la televisione e hanno vinto gli Emmy Awards.

## Premio Europa per il Teatro
Nel 2016 viene insignito del XV Premio Europa per il teatro, a Craiova, con la seguente motivazione:
Artista raffinato, geniale e poliedrico, Mats Ek ha contribuito a rivoluzionare la danza contemporanea dagli anni Settanta del Novecento fino ai nostri giorni. Nato in una famiglia di artisti di altissimo livello, egli respira bellezza ed arte fin da bambino ed il suo talento innato trova in quell’ambiente un terreno fertilissimo per svilupparsi in tutte le possibili direzioni. Danzatore, regista teatrale e coreografo, Mats Ek riesce a raggiungere una perfetta sintesi creativa nella realizzazione di balletti memorabili, a partire dalla riscrittura di grandi classici (...) Ispirato, tra gli altri, da Martha Graham, Pina Bausch e Kurt Joos (dalla cui lezione prende vita la “danza drammatica” di Birgit Cullberg), Mats Ek introduce nella danza contemporanea un repertorio gestuale tratto dalla vita quotidiana, dove elementi corporei come volti, mani e piedi confluiscono a creare una forte espressività del movimento. Il tratto distintivo dello stile di Mats Ek è la comunicazione attraverso il linguaggio del corpo, nella quale è prioritaria la forza espressiva piuttosto che la perfezione tecnica. La figura femminile, inoltre, è centrale in ogni suo balletto, costituisce il fulcro dell’azione non solo sul palcoscenico ma anche nella realtà quotidiana, nella maggior parte delle sue opere modellata per e da Ana Laguna, la sua musa. Le donne, infatti, sono per Mats Ek il motore della società e nelle sue opere vi è un’attenzione particolare al ruolo che la società contemporanea affida alla figura femminile. L’attività di Mats Ek spazia anche in altri campi, ad esempio molti suoi balletti sono stati adattati per la televisione, ricevendo riconoscimenti prestigiosi come l’Emmy Award. Per l’opera egli ha creato un Orfeo dove il coro danzava insieme ai ballerini. Le regie di teatro drammatico come Don Giovanni di Molière e Andromaca di Racine sono state create in forma di danza-teatro dove gli assoli danzati dagli attori formano una sorta di aria d’emozioni. Sono note inoltre le sue collaborazioni artistiche con le più grandi étoiles della danza mondiale come Mikhail Baryshnikov, Sylvie Guillem, Yvan Auzely, Roberto Bolle. In circa un cinquantennio di attività artistica, Mats Ek ha contribuito a cambiare il linguaggio della danza contemporanea diventando un’icona globale, adorato dal pubblico internazionale e ciò fa di lui il vincitore ideale del Premio Europa per il Teatro.
In quell'occasione presentò, al Teatro Nazionale “Marin Sorescu” di Craiova, Romanian Memory, una creazione apposita per il Premio Europa per il teatro interpretata da Mats Ek, e AXE (Axe Securea) interpretata da Ana Laguna e Yvan Auzely.